# Либитеины
Либитеины (лат. Libytheinae) или носатки — подсемейство бабочек из семейства нимфалид. В Европе представлена одним видом носатка (Libythea celtis). В подсемейство входит 2 рода и около 20 видов, преимущественно в тропиках и субтропиках. Русское название подсемейства указывает на то, что его представители характеризуются длинными губными щупиками. В старой литературе рассматривалось как самостоятельное семейство Libytheidae.

## Описание
Бабочки небольшие. Окраска обычно коричневатая или желтоватая, с пятнами. Глаза голые. Губные щупики направлены вперед, очень длинные, почти равные длине груди. Передние ноги укорочены, членики их лапок слиты. Центральные ячейки обоих крыльев замкнуты. Задние крылья с выступом на костальном крае. В семействе всего около 20 видов. Гусеницы без шипов и выростов. Многие виды питаются на представителях рода Celtis, а также на некоторых розоцветных.

## Систематика
Подсемейство: Либитеины — Libytheinae Boisduval, 1833
- Libythea Fabricius 1807 (Синонимы: Hecaerge Ochsenheimer 1816; Chilea Billberg 1820; неправильное название Hypatus Hübner 1822; Libythaeus Boitard, 1828; омоним Dichora Scudder 1889)
- Libytheana Michener 1943